# Dvě půle lunety aneb rebelant o lásce
Dvě půle lunety aneb rebelant o lásce je album z roku 1992 s nahrávkami recitace milostných básní Karla Kryla. Krylovy básně recitují Karel Kryl a Daniela Bakerová, doprovodnou hudbu napsal Marián Varga.

## Seznam básní
1. Jde jaro do léta
2. 7 básniček na zrcadlo
3. +3 do dopisu
4. Amoresky
5. Minula sobota
6. Slovíčka
7. Zbraně pro Erató